# Val d'Assa
La Val d'Assa (Èssentaal in cimbro, Assatal in tedesco) è una valle dell'Altopiano dei Sette Comuni, sita tra le province di Trento e di Vicenza (entro i cui ambiti amministrativi si sviluppa principalmente), attraversata dal corso del torrente omonimo.

## Geografia

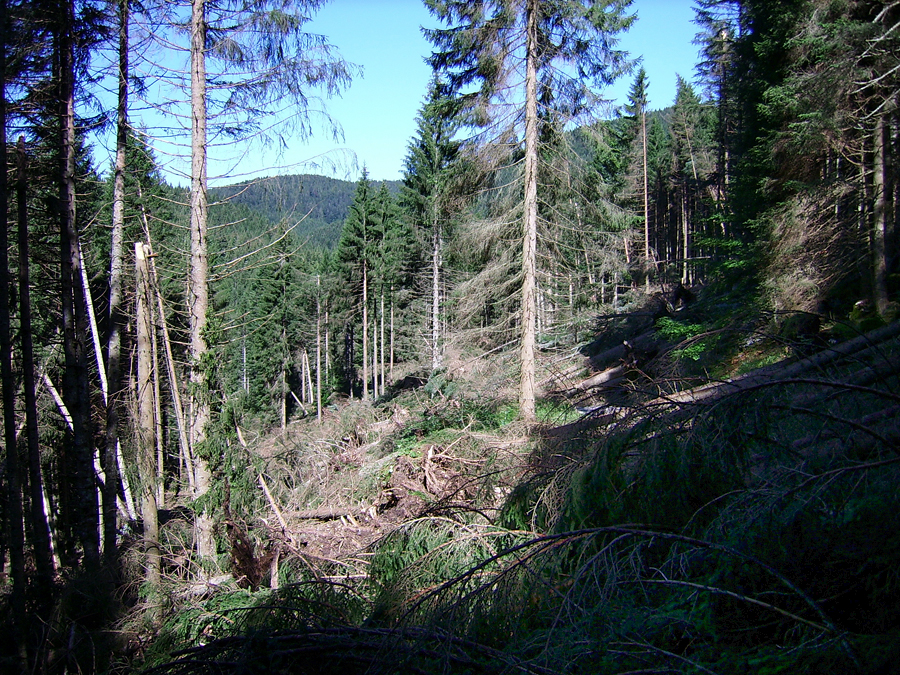
L'orografia della valle causa spesso la formazione di venti molto forti i quali a loro volta si abbattono con violenza sulla vegetazione provocando lo schianto di numerosi alberi (nella foto un evento del 2007).

Laterale sinistra della val d'Astico, si apre in corrispondenza dell'abitato di Pedescala. Inizialmente risulta profonda e con pendii molto ripidi, ma penetrando nell'altopiano dei Sette Comuni i dislivelli si fanno gradualmente meno marcati. Presenta un andamento piuttosto sinuoso in direzione nordest, ma all'altezza del ponte di Roana (che la supera mettendo in comunicazione Roana e Asiago) piega verso nord e quindi verso nordovest. In corrispondenza delle pendici del monte Portule si dirige a ovest e, entrata in Trentino, termina presso la piana di Vezzena.

## Geologia
La roccia è di origine sedimentaria, costituita essenzialmente da dolomia principale, da calcari grigi e da rosso ammonitico. Elevato è il fenomeno del carsismo tanto da rendere l'acqua in superficie assai rara, nonostante la presenza di alcune sorgenti perenni.
Nel 2015 il Comune di Rotzo ha iniziato l'iter procedurale per il riconoscimento ufficiale del canyon della Val d'Assa come geosito.

## Flora e fauna

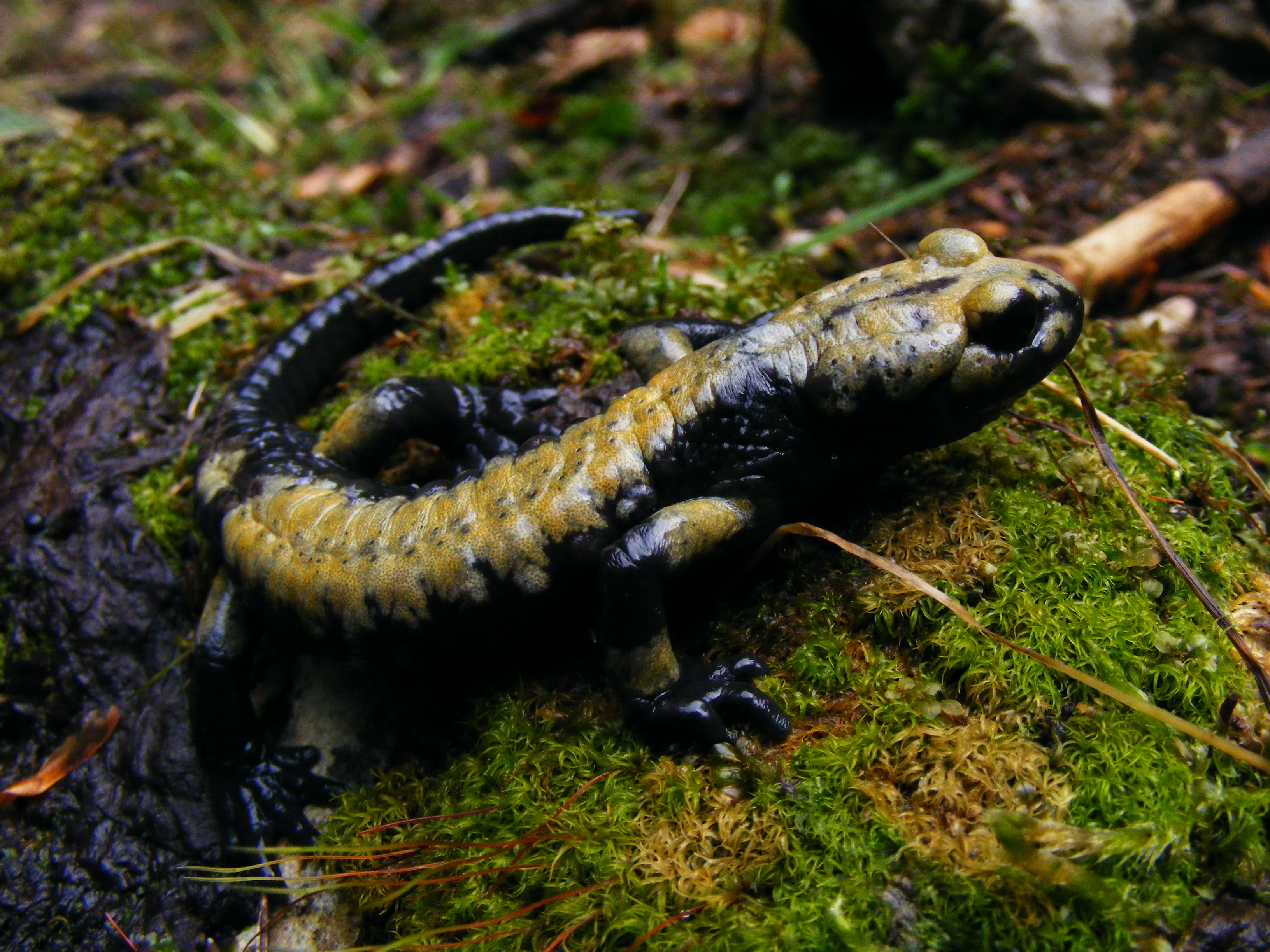
Salamandra atra aurorae Trevisan 1982, endemismo dell'alta Val d'Assa. La salamandra viene chiamata in lingua cimbra Güllandar Ekkelsturtzo.

I boschi lungo la valle sono caratterizzati dalla presenza di abete bianco, abete rosso, faggio, frassino e acero di monte. Lo strato arbustivo vede la presenza del caprifoglio e del salicone. L'intera struttura vegetazionale è determinata dall'attività silvicolturale.
Meritano di essere ricordati tra gli aspetti floristici la Madreselva alpina, la Fusaria maggiore, la Dentaria a cinque foglie, il Sigillo di Salomone verticillato, il Centocchio dei boschi, la Lattuga montana e l'Orchidea macchiata.
Rilevanti parti della valle, interamente coperta da foreste, sono state intensamente interessate dal Maltempo sul Triveneto del 26-30 ottobre 2018 (Tempesta Vaia) che, a causa dei fortissimi venti, ha provocato lo schianto di migliaia di alberi e la conseguente scomparsa di ampie superfici forestali.
Sull'Altopiano e in particolare proprio in Val d'Assa sono presenti poi numerose specie, rarissime o assenti nel resto delle Prealpi orientali, che sono però comuni nelle Alpi interne ed in Europa centrale: il motivo della presenza di tali specie in questa zona probabilmente è da ricercarsi in una naturalizzazione in seguito all'arrivo di foraggi che seguivano le truppe provenienti dagli Imperi centrali durante la prima guerra mondiale.
Tra la fauna vivono diverse specie di ungulati: il capriolo, il cervo, il camoscio e il muflone. È stato più volte avvistato l'orso, è presente il lupo e non si esclude la presenza della lince.

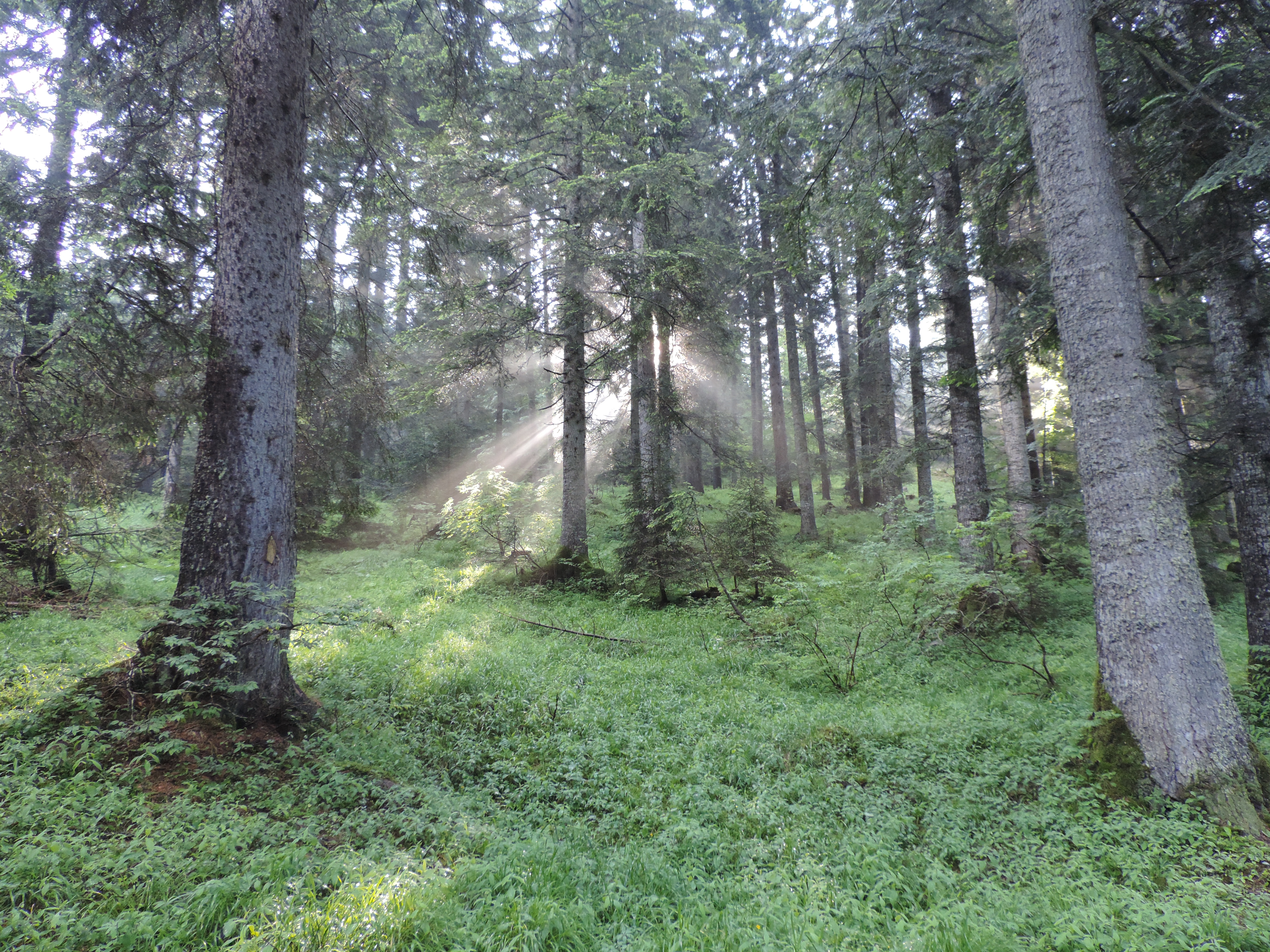
I boschi della Val d'Assa, habitat primario della Salamandra atra aurorae.

La zona ospita anche un'importante popolazione di uccelli, rappresentata principalmente da specie forestali come il picchio nero, il picchio rosso maggiore, il picchio cenerino, la civetta capogrosso, la civetta nana, l'astore, lo sparviere e il gallo cedrone, oltre a numerose specie di passeriformi.
Relativamente agli anfibi l'area posta a nord è di grande interesse dato che racchiude l'areale distributivo storico della Salamandra di Aurora (Salamandra atra aurorae), taxon considerato come sottospecie della Salamandra alpina (Salamandra atra) e descritto in questa zona solo nel 1982. L'area è poi frequentata anche da altri anfibi quali il tritone alpestre, il rospo comune e la rana montana.
Tra i rettili si segnala la presenza della lucertola vivipara, dell'orbettino e del marasso.

## Area archeologica

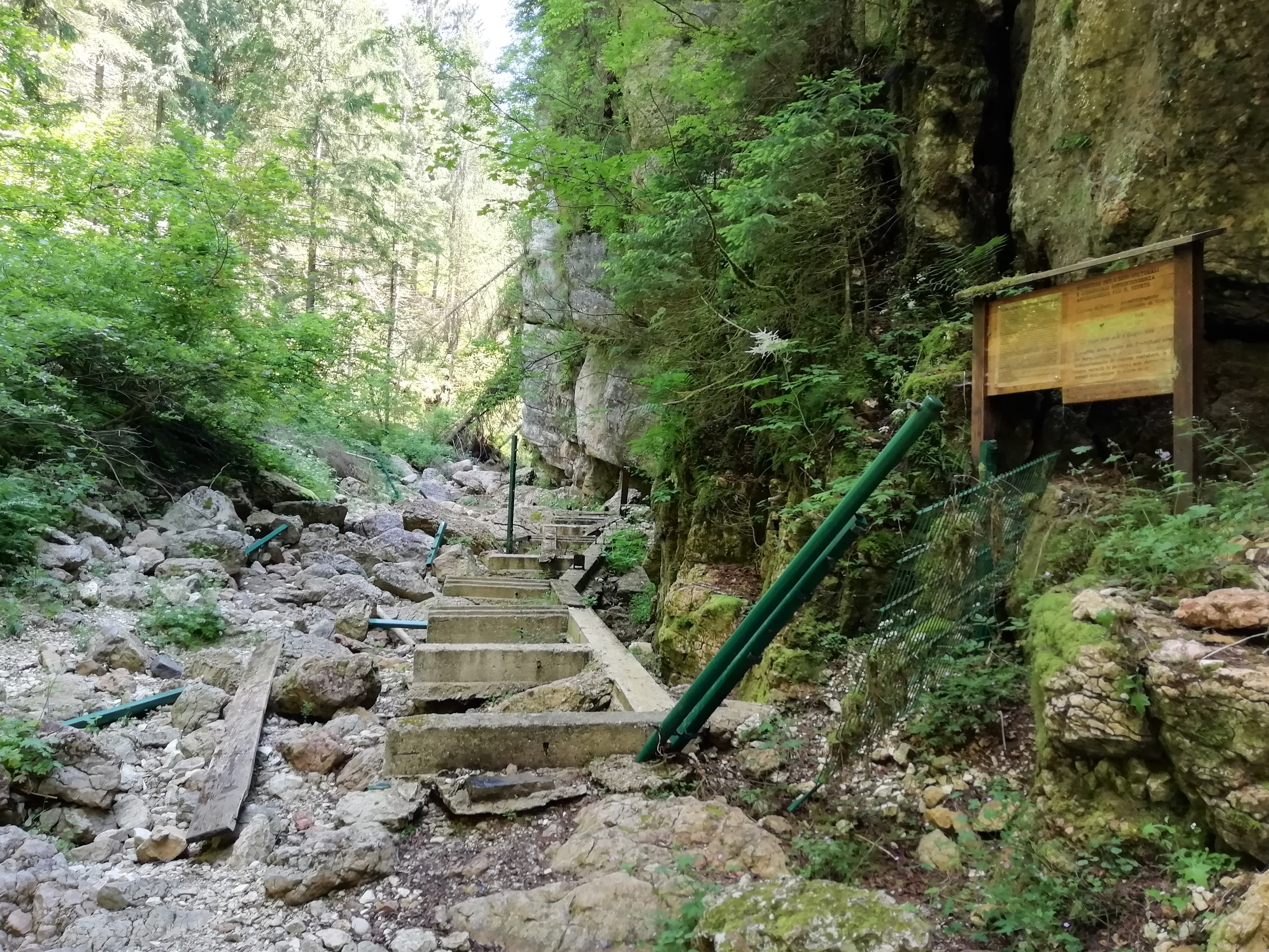
Il percorso didattico del Tunkelbald distrutto nel 2021

Prima della costruzione del ponte per attraversare la vallata tra i paesi di Canove e Roana, si doveva percorrere un'antica strada, detta "la Sbarra", che scende fino al fondovalle, dove si incontra una seconda strada, detta "del Pozzo" oltre a numerosi sentieri. Uno di questi sentieri conduce ad una zona denominata "Tunkelbald" (che in cimbro significa "bosco scuro") dove sono presenti delle incisioni rupestri, databili dalla tarda età del Ferro (fine I millennio a.C.) al tardo Medioevo. Secondo la tradizione, le incisioni sono venute alla luce solo nel 1966 a seguito della piena del torrente Assa che liberò il suo greto dagli spessi depositi alluvionali. 
Poco lontano dal "Tunkelbald" si trova un altro sito ricco di graffiti, detto della "Romita": ambedue i siti erano recintati e visitabili solo se accompagnati da una guida. Tuttavia, un'altra piena del torrente Assa nel 2021 ha completamente distrutto il percorso didattico progettato a inizio anni duemila, rendendo molto difficile la visita a ciò che rimane del sito, fortemente degradato. Per il pericolo di distacco di pietre dalla parete rocciosa l'accesso al "Tunkelbald" è scoraggiato dall'amministrazione e non autorizzato, in attesa del ripristino del sentiero dei graffiti.
Un altro sito di incisioni in Val d'Assa si trova a Sant'Antönle, anch'esso di difficile accesso. Nella zona sono presenti anche alcune grotte nelle quali sono stati rinvenuti fossili di animali preistorici e reperti databili a 3.500 anni fa.
Solo a partire dagli anni ottanta del Novecento i diversi siti delle incisioni rupestri in Val d'Assa sono stati esplorati e indagati in maniera sistematica.
L'archeologo Ausilio Priuli segnala la Val d'Assa come tra le maggiori località dell'arco alpino per presenza di incisioni rupestri, dopo la Val Camonica (sito patrimonio dell'umanità Unesco), il Monte Bego (con la Valle delle Meraviglie) e la Valtellina (Parco delle Incisioni rupestri di Grosio). Tra i maggiori siti di incisioni rupestri in Val d'Assa, oltre a quelli già citati, Priuli annovera anche la diga tra il Tunkelbald e il ponte di Roana, sotto al ponte di Roana, Sant'Antönle basso, il sito del Selegen Baible nei pressi della sorgente Rust e Sculazzon, non tutti indagati in maniera approfondita.
Nel luglio del 1996 alle incisioni rupestri dell'altopiano dei Sette Comuni e in particolare a quelle della Val d'Assa è stato dedicato un convegno.
Nel 2013, il Comune di Roana ha ribadito la necessità di tutelare l'area di interesse storico e ambientale della Val d'Assa.

## Prima guerra mondiale

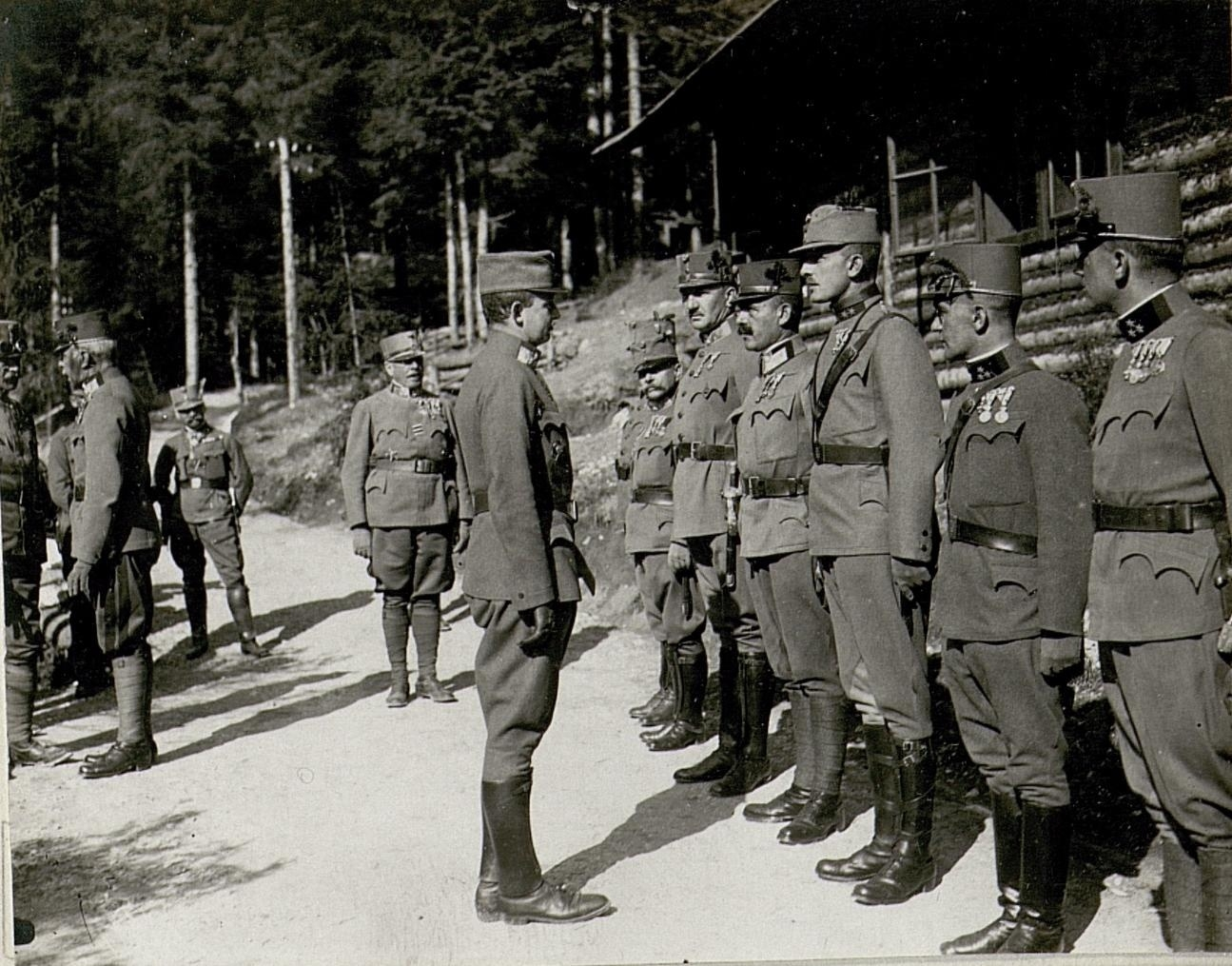
L'imperatore Carlo I d'Austria in Val d'Assa in visita alle proprie truppe

Come tutto l'acrocoro dei Sette Comuni anche la Val d'Assa è stata teatro di importantissimi eventi bellici, la valle infatti correva lungo il confine tra l'Impero Austro Ungarico ed il Regno d'Italia. La vallata dopo la primavera del 1916 e sino alla fine del conflitto divenne poi arteria di vitale importanza per i soldati dell'Impero. A Vezzena ed in località "Ghertele" si trovavano anche due dei 41 Cimiteri di guerra dell'Altopiano dei Sette Comuni.

## Infrastrutture
Parte della vallata è attraversata dal corso della strada statale 349; inoltre, la provinciale che collega Roana con Asiago, supera la val d'Assa grazie alla presenza del ponte denominato Ponte di Roana, ricostruito nel 1923 a seguito della sua distruzione durante la prima guerra mondiale. Lungo l'intera valle non sorge alcun centro abitato, ma vi sono solamente due osterie.

### Osteria all'Antico Termine
Lungo la strada statale 349 di Val d'Assa, un tempo mulattiera, si trova l'Osteria all'Antico Termine, per secoli rifugio alpestre e stazione di posta. Venne costruita attorno alla metà del XVII secolo lungo il nuovo confine (donde il nome) tra la Federazione dei Sette Comuni e il Sacro Romano Impero. Nel 1866 nei pressi dell'osteria venne fatto passare il nuovo confine di Stato. Attualmente si trova al confine tra le Regioni Veneto e Trentino-Alto Adige.
Originariamente in tronchi squadrati, nei primi dell'Ottocento l'edificio venne ricostruito in muratura.
Proprio a causa della sua posizione, l'osteria durante la prima guerra mondiale si trovò lungo la linea del fronte e fu inizialmente centro operativo della 34ª divisione italiana. Successivamente all'avanzata nemica divenne invece importante sede di comando dell'esercito austro-ungarico (in particolare del 27º Reggimento di fanteria di Graz "König der Belgier"). Vi presero alloggio anche l'arciduca d'Austria e principe d'Ungheria e di Boemia Eugenio Ferdinando Pio d'Asburgo-Teschen e l'imperatore d'Austria, re d'Ungheria e Boemia, e monarca della Casa d'Asburgo-Lorena Carlo I d'Austria. Era inoltre un luogo caro allo scrittore Mario Rigoni Stern.
L'osteria fu anche rifugio dei reparti partigiani durante la Resistenza.

### Osteria al Ghertele
Altra vecchia osteria presente lungo la valle è l'Osteria del Ghertele (Ghertele in cimbro significa "piccolo giardino").